# مركز عمليات الفضاء الأوروبية
مركز عمليات الفضاء الأوروبية (إيسوك) هو المركز الرئيسي لمراقبة البعثات لوكالة الفضاء الأوروبية ويقع في دارمشتات بألمانيا، ومقرها في باريس بفرنسا، وتتمثل المهمة الأساسية للجنة في تشغيل المركبات الفضائية غير المأهولة بالنيابة عن وكالة الفضاء الأوروبية ومراحل الإطلاق والمدار المبكر للبعثة الفضائية الأوروبية وبعثات الأطراف الثالثة، . والمركز مسؤول أيضا عن مجموعة من الأنشطة المتعلقة بالعمليات داخل وكالة الفضاء الأوروبية وبالتعاون مع صناعة الإيسا والشركاء الدوليين، بما في ذلك هندسة النظم الأرضية، وتطوير البرمجيات، وديناميات الطيران والملاحة، وتطوير أدوات وتقنيات مراقبة البعثات، ودراسات الحطام الفضائي.
وتشمل الأنشطة الرئيسية الحالية لإيسوك البعثات الكوكبية والشمسية العاملة مثل المريخ إكسبريس ومطار إكسكومارز لتتبع الغاز وعلم الفلك والفيزياء الأساسية مثل غايا و شم نيوتن وبعثات رصد الأرض مثل كرويسات وسوارم . وتتولى شركة إيسوك مسؤولية تطوير وتشغيل وصيانة شبكة التتبع الأوروبية (استراك) للمحطات الأرضية، وتشارك فرق المركز أيضا في البحث والتطوير المتعلقين بالمفاهيم المتقدمة لمراقبة البعثات والوعي بالحالة الفضائية، وأنشطة التقييس المتصلة بإدارة الترددات؛ عمليات البعثات؛ والتتبع، والقياس عن بعد والتحكم عن بعد؛ والحطام الفضائي.
والمركز مسؤول أيضا عن مجموعة من الأنشطة المتعلقة بالعمليات داخل وكالة الفضاء الأوروبية وبالتعاون مع صناعة الإيسا والشركاء الدوليين، بما في ذلك هندسة النظم الأرضية، وتطوير البرمجيات، وديناميات الطيران والملاحة، وتطوير أدوات وتقنيات مراقبة البعثات، ودراسات الحطام الفضائي.